# Campeonato Pernambucano de Futebol Feminino de 2023
O Campeonato Pernambucano de Futebol Feminino de 2023, oficialmente Pernambucano Betnacional Feminino 2023 por motivos de patrocínio, foi a 21.ª edição da principal competição do futebol pernambucano. A competição contou com a participação de seis clubes e foi realizada entre 17 de setembro e 19 de novembro.
Essa edição, foi conquistada pelo time feminino do Sport que conquistou seu nono título estadual da história e seu terceiro Bicampeonato seguido, sendo o primeiro bicampeonato invicto da história da competição. Com a conquista, o Leão da Ilha se torna o maior campeão da história, deixando para trás o até então maior campeão estadual da história, o Vitória das Tabocas.

## Formato e regulamento
A edição 2023 do Pernambucano Feminino, foi disputado por 6 clubes em turno único e com todos jogando contra todos em único grupo, sendo dividido em duas fases: Classificatória e Eliminatória. Na primeira fase de classificação, os seis clubes jogam entre si em turno único, avançando pra fase eliminatória os quatro melhores clubes da primeira fase. A segunda fase foi disputada em jogos de ida e volta, com exceção da final que foi realizada em jogo único.
O Regulamento Especifico da Competição – (REC) prevê que o campeão estadual, garantirá vaga para representar o estado na segunda edição do Campeonato Brasileiro Feminino - Série A3 do ano seguinte.

### Critérios de desempate
Em caso de empate por pontos entre dois clubes nas duas fases, os critérios de desempate foram aplicados na seguinte ordem:
1. Número de vitórias;
2. Saldo de gols;
3. Gols pró (marcados);
4. Confronto direto;
5. Menor número de cartões vermelhos;
6. Menor número de cartões amarelos;
7. Sorteio.

Uma observação a seguir, além dos critérios mencionados anteriormente, persistindo o empate no tempo regulamentar nos jogos eliminatórios, é considerado um tempo prorrogatório e/ou seguido de desempate por cobranças de pênaltis, respeitando o tempo de início e as regras da International Football Association Board.

## Transmissão
| Empresa            | Transmissões                                                         |
| ------------------ | -------------------------------------------------------------------- |
| TV FPF Betnacional | Transmitirá as partidas por rodada para todo brasil até a final.     |
| TV Globo           | Transmitirá exclusivamente a final para todo o estado, em TV aberta. |

## Participantes
Obss.: Os clubes preferencialmente, podem mandar seus jogos em seus CT's.

## Primeira fase
| Pos | Equipe              | Pts | J | V | E | D | GP | GC | SG  | Classificação ou descenso |     | SPO | NAU | IBI | POR  | CEN  | FCA  |
| --- | ------------------- | --- | - | - | - | - | -- | -- | --- | ------------------------- | --- | --- | --- | --- | ---- | ---- | ---- |
| 1   | Sport               | 15  | 5 | 5 | 0 | 0 | 35 | 1  | +34 | Próxima fase              |     | —   | 3–1 |     | 10–0 | 13–0 |      |
| 2   | Náutico             | 12  | 5 | 4 | 0 | 1 | 31 | 5  | +26 | Próxima fase              |     |     | —   | 4–0 | 6–0  |      | 17–1 |
| 3   | Íbis                | 9   | 5 | 3 | 0 | 2 | 16 | 10 | +6  | Próxima fase              |     | 0–6 |     | —   |      | 4–0  |      |
| 4   | Porto-PE            | 6   | 5 | 2 | 0 | 3 | 7  | 20 | −13 | Próxima fase              |     |     |     | 0–3 | —    | 4–1  | 3–0  |
| 5   | Central             | 3   | 5 | 1 | 0 | 4 | 6  | 24 | −18 |                           |     |     | 1–3 |     |      | —    | 4–0  |
| 6   | Ferroviário do Cabo | 0   | 5 | 0 | 0 | 5 | 1  | 36 | −35 |                           | 0–3 |     | 0–9 |     |      | —    |      |

### Desempenho por rodada
Clubes que lideraram cada grupo ao final de cada rodada:
| Rodadas | Rodadas | Rodadas | Rodadas | Rodadas | Rodadas |
| ------- | ------- | ------- | ------- | ------- | ------- |
| 1       | 2       | 3       | 4       | 5       |         |
| IBI     | SPO     | SPO     | SPO     | SPO     |         |

Clubes que ficaram na última posição de cada grupo ao final de cada rodada:
| Rodadas | Rodadas | Rodadas | Rodadas | Rodadas | Rodadas |
| ------- | ------- | ------- | ------- | ------- | ------- |
| 1       | 2       | 3       | 4       | 5       |         |
| FCA     |         |         |         |         |         |

## Segunda fase
Em itálico, as equipes que possuem o mando de campo no primeiro jogo do confronto e em negrito as equipes classificadas.
|  | Semifinais De 5 à 12 de novembro | Semifinais De 5 à 12 de novembro | Semifinais De 5 à 12 de novembro | Semifinais De 5 à 12 de novembro |   |       | Final 19 de novembro | Final 19 de novembro |
|  |                                  |                                  |                                  |                                  |   |       |                      |                      |
|  | Porto-PE                         | 0                                | 1                                | 1                                |   |       |                      |                      |
|  | Sport                            | 4                                | 5                                | 9                                |   |       |                      |                      |
|  | Sport                            | 4                                | 5                                | 9                                |   | Sport | 2                    |                      |
|  |                                  |                                  |                                  |                                  |   | Sport | 2                    |                      |
|  |                                  | Náutico                          | 0                                |                                  |   |       |                      |                      |
|  | Íbis                             | Náutico                          | 0                                | 1                                | 0 | 1     |                      |                      |
|  | Íbis                             |                                  |                                  | 1                                | 0 | 1     |                      |                      |
|  | Náutico                          | 2                                | 2                                | 4                                |   |       |                      |                      |

### Final
A final do Pernambucano Feminino de 2023, foi decidido no confronto do Clássico dos Clássicos, entre Sport e Náutico. As equipes do Grande Recife marcaram sua quarta decisão seguida de título estadual na categoria e sua nona decisão na história do estadual feminino. A final foi realizada na Arena de Pernambuco, em São Lourenço da Mata. Quem arbitrou a partida, foi a árbitra de futebol Deborah Cecilia, do quadro da Federação Internacional de Futebol (FIFA). A Federação Pernambucana de Futebol (FPF) definiu a arbitragem – composta apenas por mulheres. Essa foi a primeira vez que a competição teve um quinteto feminino comandando o duelo, com Cecília no apito principal da partida. O duelo teve transmissão exclusiva da TV Globo para todo estado de Pernambuco.
| 19 de novembro | Sport                | 2 – 0  | Náutico | Arena de Pernambuco, São Lourenço da Mata |
| 15:50          | Bicê 21' · Layza 62' | Súmula |         | Árbitro: BRA Deborah Cecilia (FIFA)       |

## Estatísticas

### Artilharia
| Gols | Jogador   | Equipe  |
| ---- | --------- | ------- |
| 17   | Isis      | Sport   |
| 11   | Ingrid    | Náutico |
| 6    | Marnuella | Náutico |
| 5    | Mikelly   | Íbis    |
| 4    | Layza     | Sport   |

### Hat-tricks
| Jogadora | Clube   | Adversário          | Placar   | Data           | Ref.   |
| -------- | ------- | ------------------- | -------- | -------------- | ------ |
| Isis     | Sport   | Íbis                | 0–6 (F)  | 24 de setembro | [ 15 ] |
| Ingrid   | Náutico | Ferroviário do Cabo | 17–0 (C) | 29 de outubro  | [ 16 ] |

### Poker-trick
| Jogadora | Clube | Adversário | Placar   | Data          | Ref.   |
| -------- | ----- | ---------- | -------- | ------------- | ------ |
| Isis     | Sport | Porto-PE   | 10–0 (C) | 29 de outubro | [ 17 ] |

### Manitas
| Jogadora | Clube | Adversário          | Placar   | Data           | Ref.   |
| -------- | ----- | ------------------- | -------- | -------------- | ------ |
| Mikely   | Íbis  | Ferroviário do Cabo | 10–0 (F) | 17 de setembro | [ 18 ] |
| Isis     | Sport | Central             | 13–0 (C) | 8 de outubro   | [ 19 ] |

Seis gols em uma única partida
| Jogadora  | Clube   | Adversário          | Placar   | Data          | Ref.   |
| --------- | ------- | ------------------- | -------- | ------------- | ------ |
| Marnuella | Náutico | Ferroviário do Cabo | 17–0 (C) | 29 de outubro | [ 16 ] |

## Classificação geral
| Pos | Equipe              | Pts | J | V | E | D | GP | GC | SG  | Classificação ou descenso                                               |
| --- | ------------------- | --- | - | - | - | - | -- | -- | --- | ----------------------------------------------------------------------- |
| 1   | Sport               | 24  | 8 | 8 | 0 | 0 | 46 | 2  | +44 | Campeão                                                                 |
| 2   | Náutico             | 18  | 8 | 6 | 0 | 2 | 35 | 8  | +27 | Vice-campeão e classificado para o Brasileirão Feminino 2024 - Série A3 |
| 3   | Íbis                | 9   | 7 | 3 | 0 | 4 | 17 | 14 | +3  | Eliminados nas Semifinais                                               |
| 4   | Porto-PE            | 6   | 7 | 2 | 0 | 5 | 8  | 29 | −21 | Eliminados nas Semifinais                                               |
| 5   | Central             | 3   | 5 | 1 | 0 | 4 | 6  | 24 | −18 | Eliminados na Primeira fase                                             |
| 6   | Ferroviário do Cabo | 0   | 5 | 0 | 0 | 5 | 1  | 36 | −35 | Eliminados na Primeira fase                                             |

## Premiação
| Campeonato Pernambucano Feminino de 2025 |
| ---------------------------------------- |
| Sport Bicampeão (9.º título)             |